# Atripatus
Atripatus is een kevergeslacht uit de familie van de boktorren (Cerambycidae). De wetenschappelijke naam van het geslacht werd voor het eerst geldig gepubliceerd in 1902 door Fairmaire.

## Soorten
Atripatus is monotypisch en omvat slechts de volgende soort:
- Atripatus subcylindricus Fairmaire, 1902